# 第18軍団 (北軍)

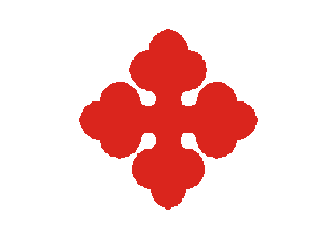
Union Army 1st Division Badge, XVIII Corps

アメリカ合衆国の南北戦争における北軍第18軍団（XVIII Corps）はノースカロライナ州の部隊を統合して編成された軍団で、後にジェームズ軍に所属した。

## 創設と編成
第18軍団は1862年12月24日に、ノースカロライナに駐留していた5個師団を統合して創設された。軍団長は、ジョン・フォスター（John G. Foster）少将で、創設当時は北軍中最大の軍団であった（1863年初頭に、2個師団が第10軍団に異動になった）。1863年8月までに、創設時の部隊はほとんどが解散するか、他所に異動になった。しかしながら、ジョージ・ゲティ（George Getty）准将の師団（元第9軍団所属）と、8月に廃止されたバージニア軍管区の第7軍団の部隊の多くが、第18軍団の所属となった。

## 作戦
1864年春、軍団は元第6軍団長であったウィリアム・ファーラー・スミスが指揮していたが、ベンジャミン・フランクリン・バトラー少将のジェームズ軍に加わるため、バージニア州ヨークタウンに送られた。第18軍団は、失敗には終ったものの、バミューダ・ハンドレッド方面作戦（5月6日-5月20日）で大きな役割を演じ、コールドハーバーの戦い（5月31日-6月12日）においてもポトマック軍の援軍として参加した。6月12日、ユリシーズ・グラント中将は、南軍ロバート・E・リー大将の北バージニア軍が動く前に奇襲を行うため、第18軍団をバージニア州ピーターズバーグに向かわせた。6月15日から18日にかけての第二次ピーターズバーグの戦いでは、劣勢な南軍P・G・T・ボーリガードに対する一次攻撃を成功させた。しかし、ボーリガードの兵士たちを外周の塹壕から追い出した後、スミスは南軍の反撃を恐れて神経質になり、二次攻撃をかけなかった。もしこのとき攻撃が行われていたら、ピーターズバーグは容易に占領できていたであろう。
ピータースバーグ包囲戦では、第18軍団の塹壕は南軍主力の前線に最も近かった。このため、約1ヶ月間に渡る連日の小競り合いのために、大きな損害を出した。8月26日に第10軍団と交代し、バーミュダハンドレッド、さらにジェームズ川北岸に送られた。隷下の第1師団は、8月29日のハリソン砦への攻撃を成功させている。10月27日、1862年5月のセブンパインズの戦いと同じ場所でフェアオークスとダービータウン道路の戦いが発生したが、第18軍団は南軍に撃退された。第18軍団は、第10軍団と共に、1864年12月に解散した。両軍団の白人部隊は第24軍団に、黒人部隊は第25軍団として再編された。

## 軍団長
スミスは病気のために1864年7月に軍団長を退き、後任にはエドワード・オードが就任した。9月にはジョン・ギボンが短期間指揮をとり、オードがチャフィン農園の戦いで負傷した後には、チャールズ・ヘックマン（Charles Adam Heckman）が一時的に軍団長を務めた。その後、ゴドフリー・ウェイツェル（Godfrey Weitzel）が戦争終了まで軍団長を務めた。

## 参考資料
- XVIII Corps history